# Пентасамарийнонадекакобальт
Пентасама̀рийнонадекако́бальт — бинарное неорганическое соединение, интерметаллид
кобальта и самария
с формулой Co19Sm5,
кристаллы.

## Получение
- Сплавление стехиометрических количеств чистых веществ:

{\displaystyle {\mathsf {19Co+5Sm\ {\xrightarrow {1260^{o}C}}\ Co_{19}Sm_{5}}}}

## Физические свойства
Пентасамарийнонадекакобальт при температуре выше ≈1180 °C образует кристаллы
тригональной сингонии, пространственная группа P 63/mmc, параметры ячейки a = 0,50312 нм, c = 3,2265 нм, Z = 2.
При температуре ≈1220 °C в соединении происходит переход в фазу
гексагональной сингонии, пространственная группа R 3m, параметры ячейки a = 0,50314 нм, c = 4,8402 нм, Z = 3,
структура типа пентацерийнонадекакобальта Co19Ce5
.
Соединение образуется по перитектической реакции при температуре 1260 °C.